# 21e cérémonie des Kids' Choice Awards
La 21e cérémonie des Kids' Choice Awards est une cérémonie américaine où les enfants choisissent leurs stars préférées ; elle s'est déroulée le 29 mars 2008.

## Palmarès - Film

### Film préféré
- Alvin et les Chipmunks (Alvin and the Chipmunks)
  - Pirates des Caraïbes : Jusqu'au bout du monde (Pirates of the Caribbean: At World's End)
  - Transformers

### Acteur de cinéma préféré
- Johnny Depp pour le rôle du capitaine Jack Sparrow dans Pirates des Caraïbes : Jusqu'au bout du monde (Pirates of the Caribbean: At World's End)
  - Eddie Murphy pour le rôle de Norbit dans Norbit

### Actrice de cinéma préférée
- Jessica Alba pour le rôle de Susan Storm / La Femme invisible dans Les Quatre Fantastiques et le Surfer d'argent (Fantastic Four: Rise of the Silver Surfer)
  - Kirsten Dunst pour le rôle de Mary Jane Watson dans Spider-Man 3
  - Keira Knightley pour le rôle de Elizabeth Swann dans Pirates des Caraïbes : Jusqu'au bout du monde (Pirates of the Caribbean: At World's End)

### Meilleur dessin animé
- Ratatouille

### Meilleure voix dans un dessin animé
- Eddie Murphy dans Shrek le troisième

## Palmarès - Télévision
- Meilleur show de télé-réalité : American Idol
- Meilleur acteur télé : Drake Bell
- Meilleure actrice télé : Miley Cyrus

## Palmarès - Musique
- Meilleur groupe de musique : Jonas Brothers
- Meilleure chanson : Girlfriend d’Avril Lavigne
- Meilleure chanteuse : Miley Cyrus
- Meilleur chanteur : Chris Brown

## Palmarès - Divers
- Meilleur livre : Harry Potter